# John Geddes
John Reuben Geddes (Liverpool, 13 agosto 1936) è un ex pistard e ciclista su strada britannico.

## Palmarès

### Olimpiadi
- 1 medaglia:
  - 1 bronzo (Melbourne 1956 nell'inseguimento a squadre)